# Родопи (планина)
Родопи (раније Деспот Даг, односно Деспотова планина или Деспотово брдо; буг. Родопи, Родопа, Родопите, грч. Ροδόπη) је планина у Бугарској и Грчкој, део Родопског масива. Они су најдужи планински масив у Бугарској и заузимају око 1/7 бугарске територије. Дужина планине је око 220—240 km, а ширина — до 100 km. Заузима укупну површину од 18.000 km², од којих је 14.571 km² у Бугарској. Највиши врх Родопа је Велики Перелик (буг. Голям Перелик) са 2.191 m нмв. који се налази на планини Чернатици у западним Родопима.